# Счастливый (эсминец, 1914)
«Счастливый» — эскадренный миноносец типа «Счастливый», построенный по «Программе спешного усиления Черноморского флота» и принадлежавший к числу эскадренных миноносцев типа «Новик». Участвовал в Первой мировой войне на Чёрном море.

## История службы

### Служба в Российском Императорском флоте.
Зачислен в списке судов Черноморского флота 11 октября 1911 года. Заложен на стапеле Путиловского завода в августе 1912 года, перезаложен на стапеле завода А. Ваддона в Херсоне 16 октября 1913 года, спущен на воду 16 марта 1914 года. В конце декабря 1914 года, после завершения швартовочных испытаний, перешёл из Николаева в Севастополь для окончательной достройки и приёмных испытаний. 18 апреля 1915 года «Счастливый» был принят в состав 2-го дивизиона Минной бригады Черноморского флота.
В первый боевой поход корабль вышел 25 апреля 1915 года, и в течение трёх дней находился в море вместе с другими корабля из эскадры Черноморского флота. В течение года «Счастливый» совместно с другими кораблями совершил ещё 6 боевых походов к берегам Турции, целью которых был обстрел побережья Угольного района и уничтожение турецких судов. 18 декабря 1915 года совместно с эсминцем «Пронзительным» «Счастливый» обнаружил в устье реки Мелен и уничтожил подводную лодку UC-13.
В кампанию 1916 года корабль совершил 24 боевых похода, обстреливал турецкое и румынское побережья, обеспечивал минные постановки, перевозки войск, охранял походы линейных кораблей и авиатранспортов. 15 февраля 1917 года эсминец столкнулся с транспортом «Святогор». В результате столкновения транспорт затонул, а «Счастливый» получил серьёзное повреждение носовой части. До июня 1917 года корабль находился в ремонте. После завершения ремонта корабль совершил ещё 6 боевых походов, но после конца августа в море больше не выходил.

### Служба во время Гражданской войны
16 декабря вошёл в состав Красного Черноморского флота, принял участие в установлении советской власти в Ялте. В мае 1918 года, находясь в Севастополе, был захвачен германскими войсками и 7 августа вошёл в состав германского флота с бортовым номером «R 01». 12 декабря перешёл под контроль английского командования и был переведён 28 декабря в Стамбул. В апреле 1919 года был отбуксирован в бухту Измит (Измид) на Мраморном море, где на корабле случился пожар в топливных цистернах. Во время шторма 24 октября 1919 года при буксировке на Мальту «Счастливый» был выброшен на берег в бухте Мудрос на острове Лемнос и разбит штормами.

## Командиры
- капитан 2-го ранга Климов 2-й Ф. Д. (17 февраля 1914 года — 17 октября 1915 года);
- капитан 2-го ранга, Фус Г. В. (после 17 октября 1915 года —1917)[3];
- капитан 2-го ранга В. М. Терентьев 1-й (1917 - 01.10.1917);
- старший лейтенант А. Н. Марков 4-й (01.10.1917 - ?).